# Italian Hockey League Women 2020-2021
Il Campionato italiano femminile di hockey su ghiaccio 2020-2021, ufficialmente Italian Hockey League Women 2020-2021, è la trentunesima edizione di questo torneo, organizzato dalla FISG, la quarta con la nuova denominazione.

## Partecipanti
Sono salite a sei le partecipanti: confermate le cinque partecipanti della stagione precedente, si è aggiunta una squadra piemontese, le Piemont Rebelles di Pinerolo, facente capo allo Sporting Club Pinerolo.
 Dobbiaco F.
 EV Bozen Eagles
 Girls Project
 Lakers
 Piemont Rebelles
 Valdifiemme F.

## Formula
La regular season era inizialmente suddivisa in due fasi: nella prima le squadre si incontrarono in un girone di andata e ritorno; nella seconda, si sarebbe dovuto disputare un ulteriore girone di sola andata, con la posizione di classifica a determinare contro quali squadre si sarebbe dovuto giocare in casa e contro quali in trasferta.
Le prime quattro squadre classificate al termine della seconda fase avrebbero avuto accesso ai play-off, con semifinali e finale al meglio delle tre gare e finale per il terzo posto in gara unica.
La lunga sosta forzata a causa del COVID-19, tra novembre e dicembre 2020, spinse le squadre ad accordarsi per cancellare la seconda fase, al fine di consentire i recuperi. Ai play-off si sarebbero dunque qualificate le prime 4 squadre classificate al termine della prima fase.

## Regular season

### Prima fase

#### Modifiche legate alle misure di contenimento della pandemia di COVID-19
A seguito del DPCM del 3 novembre 2020, la FISG ha disposto il rinvio di tutti gli incontri dei campionati di hockey su ghiaccio da disputare tra il 7 ed il 24 novembre 2020, ad eccezione dei campionati maschili e femminili internazionali (ICE Hockey League, Alps Hockey League e EWHL) e dei due massimi campionati maschili (IHL - Serie A e IHL). Per l'IHL - Women questo ha comportato il rinvio di diversi incontri. La sospensione è poi stata prorogata dapprima fino al 3 dicembre, poi fino al 6 dello stesso mese per Eagles e Lakers, e al 12 per tutte le altre compagini.

#### Incontri
| Squadre          | EV Bozen Eagles           | Dobbiaco F.                     | Girls Project                   | Lakers                   | Piemont Rebelles          | Valdifiemme                     |
| ---------------- | ------------------------- | ------------------------------- | ------------------------------- | ------------------------ | ------------------------- | ------------------------------- |
| EV Bozen Eagles  |                           | 2:3 referto (27/02/2021)        | 2:1 referto (21/02/2021)        | 4:0 referto (11/10/2020) | 9:0 referto (27/12/2020)  | 6:0 referto (04/10/2020)        |
| Dobbiaco F.      | 0:6 referto (19/12/2020)  |                                 | 9:0 referto (10/10/2020)        | 1:3 referto (31/10/2020) | 7:2 referto (12/12/2020)  | 7:3 referto (13/02/2021)        |
| Girls Project    | 1:12 referto (16/01/2021) | 2:1 referto (09/01/2021)        |                                 | 1:6 referto (30/01/2021) | 6:1 referto (17/01/2021)  | 2:3 d.t.r. referto (23/01/2021) |
| HC Lakers        | 0:7 referto (06/12/2020)  | 5:0 referto (03/01/2021)        | 7:4 referto (24/10/2020)        |                          | 10:0 referto (18/10/2020) | 4:3 referto (17/01/2021)        |
| Piemont Rebelles | 0:7 referto (06/01/2021)  | 0:1 referto (10/01/2021)        | 3:2 d.t.r. referto (13/02/2021) | 1:8 referto (04/10/2020) |                           | 0:3 referto (11/10/2020)        |
| Valdifiemme F.   | 0:10 referto (31/10/2020) | 4:5 d.t.s. referto (24/10/2020) | 4:3 referto (03/10/2020)        | 6:4 referto (07/02/2021) | 8:0 referto (25/10/2020)  |                                 |

Legenda: d.t.s.= dopo i tempi supplementari; d.r.= dopo i tiri di rigore

#### Classifica
|    |                  |       |    |   |     |     |   |    |    |
|    | Squadre          | Punti | PG | V | VOT | POT | P | GF | GS |
| 1. | EV Bozen Eagles  | 27    | 10 | 9 | 0   | 0   | 1 | 65 | 5  |
| 2. | Lakers           | 21    | 10 | 7 | 0   | 0   | 3 | 47 | 27 |
| 3. | Dobbiaco F.      | 17    | 10 | 5 | 1   | 0   | 4 | 34 | 27 |
| 4. | Valdifiemme F.   | 15    | 10 | 4 | 1   | 1   | 4 | 34 | 41 |
| 5. | Girls Project    | 8     | 10 | 2 | 0   | 2   | 6 | 22 | 48 |
| 6. | Piemont Rebelles | 2     | 10 | 0 | 1   | 0   | 9 | 7  | 61 |

### Seconda fase
La seconda fase della regular session è stata cancellata per permettere il recupero degli incontri non disputati a causa della sospensione del campionato fra novembre e dicembre.

## Play-off

### Tabellone
|  | Semifinali | Semifinali      | Semifinali      | Semifinali | Semifinali |  |  | Finale          | Finale          | Finale          | Finale         | Finale |  |
|  |            |                 |                 |            |            |  |  |                 |                 |                 |                |        |  |
|  | 1          | EV Bozen Eagles | EV Bozen Eagles | 2          | 4          |  |  |                 |                 |                 |                |        |  |
|  | 4          | Valdifiemme F.  | Valdifiemme F.  | 0          | 1          |  |  | EV Bozen Eagles | EV Bozen Eagles | EV Bozen Eagles | 9              | 7      |  |
|  | 2          | Lakers          | Lakers          | 0          | 1          |  |  | Dobbiaco F.     | Dobbiaco F.     | Dobbiaco F.     | 1              | 2      |  |
|  | 3          | Dobbiaco F.     | Dobbiaco F.     | 4          | 3          |  |  |                 |                 |                 |                |        |  |
|  |            |                 |                 |            |            |  |  |                 |                 |                 |                |        |  |
|  |            |                 |                 |            |            |  |  | Finale 3º posto |                 |                 |                |        |  |
|  |            |                 |                 |            |            |  |  |                 |                 |                 |                |        |  |
|  |            |                 |                 |            |            |  |  | Lakers          | Lakers          | Lakers          | Lakers         | 6      |  |
|  |            |                 |                 |            |            |  |  | Valdifiemme F.  | Valdifiemme F.  | Valdifiemme F.  | Valdifiemme F. | 0      |  |

Legenda: † - partita terminata ai tempi supplementari; ‡ - partita terminata ai tiri di rigore

### Incontri

#### Semifinali

##### Gara 1
| Arbitri: | Leandro Soraperra Walter Zuccatti |

|  |           |                                       |
|  | Marcatori | 12:19 Bertoluzzo 49:21 Da Rech (Gius) |

| Arbitri: | Marco Bagozza Pietro Gagliardi |

| |           |  |
| Tartaglione (Gunser, Caumo) 8:55 Larese De Pasqua (Klettenhammer, Campo Bagatin) 42:12 Tartaglione 51:15 Caumo (Klettenhammer) 56:23 | Marcatori |  |

##### Gara 2
| Arbitri: | Federico Cusin Daniela Egger |

|                                                                                  |           |                           |
| Kaneppele (Labruna) 3:11 Elliscasis (Gius) 18:38 Labruna (Gius) 31:09 Gius 31:19 | Marcatori | 32:31 Zaccherini (Dalprà) |

| Arbitri: | Giuseppe Coceano Leandro Soraperra |

|                              |           |                                                                    |
| Prossliner (Perathoner) 8:02 | Marcatori | 7:08 Kaser (Campo Bagatin) 20:18 Stauder 45:44 Caumo (Kaser, Wild) |

#### Finale per il 3º posto
| Arbitro: | Giuseppe Coceano |

| |           |  |
| B. Larger 3:43 Rohregger 8:21 Welponer (Perathoner) 26:58 Kristo (Welponer) 42:38 B. Larger 54:56 Glira (Zanettini) 59:08 | Marcatori |  |

#### Finale

##### Gara 1
| Arbitro: | Omar Piniè |

|                      |           | |
| Kaser (Gunser) 16:27 | Marcatori | 9:54 Bonafini 14:39 Bonafini 26:19 Kaneppele (Bertoluzzo) 27:31 Bertoluzzo 29:32 Kaneppele (Callovini) 36:14 Bonafini (Da Rech) 36:48 Elliscasis (Bettarini) 48:55 Furlani (Bettarini) 59:17 Bonafini (Furlani, Callovini) |

##### Gara 2
| Arbitro: | Alessio Bedana |

| |           |                                          |
| Furlani (Elliscasis) 10:17 Furlani (Magnanini) 12:57 Bonafini (Callovini) 14:15 Bonafini (Elliscasis) 22:13 Furlani (Lobis) 29:19 Furlani (Magnanini, Da Rech) 37:35 Kaneppele (Magnanini) 38:40 | Marcatori | 24:09 Caumo (Wild) 32:47 Grunser (Caumo) |

## Classifiche individuali

### Classifica marcatori
Le classifiche si riferiscono alla regular season.

#### Punti
| Pos. | Nome             | Squadra         | PG | G  | A  | Pt. |
| ---- | ---------------- | --------------- | -- | -- | -- | --- |
| 1.   | Eleonora Dalprà  | Trentino Women  | 9  | 14 | 10 | 24  |
| 2.   | Elena Perathoner | Lakers          | 10 | 18 | 5  | 23  |
| 3.   | Alessia Labruna  | EV Bozen Eagles | 10 | 8  | 10 | 18  |
| 4.   | Marta Mazzocchi  | Girls Project   | 10 | 12 | 5  | 17  |
| 5.   | Alice Gasperini  | Trentino Women  | 9  | 8  | 7  | 15  |
| 5.   | Hanna Elliscasis | EV Bozen Eagles | 6  | 8  | 7  | 15  |

#### Gol
| Pos. | Nome              | Squadra         | PG | G  | A  | Pt. |
| ---- | ----------------- | --------------- | -- | -- | -- | --- |
| 1.   | Elena Perathoner  | Lakers          | 10 | 18 | 5  | 23  |
| 2.   | Eleonora Dalprà   | Trentino Women  | 9  | 14 | 10 | 24  |
| 3.   | Marta Mazzocchi   | Girls Project   | 10 | 12 | 5  | 17  |
| 4.   | Eleonora Bonafini | EV Bozen Eagles | 8  | 9  | 4  | 13  |
| 5.   | Alessia Labruna   | EV Bozen Eagles | 10 | 8  | 10 | 18  |
| 5.   | Alice Gasperini   | Trentino Women  | 9  | 8  | 7  | 15  |
| 5.   | Hanna Elliscasis  | EV Bozen Eagles | 6  | 8  | 7  | 15  |
| 5.   | Eva Maria Grunser | Dobbiaco F.     | 6  | 8  | 7  | 15  |

#### Assist
| Pos. | Nome                | Squadra         | PG | G  | A  | Pt. |
| ---- | ------------------- | --------------- | -- | -- | -- | --- |
| 1.   | Eleonora Dalprà     | Trentino Women  | 9  | 14 | 10 | 24  |
| 1.   | Alessia Labruna     | EV Bozen Eagles | 10 | 8  | 10 | 18  |
| 1.   | Sarah Engele        | Lakers          | 10 | 8  | 10 | 18  |
| 4.   | Alice Gasperini     | Trentino Women  | 9  | 8  | 7  | 15  |
| 4.   | Hanna Elliscasis    | EV Bozen Eagles | 6  | 8  | 7  | 15  |
| 4.   | Valentina Bettarini | EV Bozen Eagles | 8  | 2  | 7  | 9   |

### Classifica portieri
La classifica si riferisce alla regular season. Vengono considerate solo le atlete che hanno giocato almeno il 30% dei minuti.
| Pos. | Nome              | Squadra         | GD | GP | GAA  | SVS%  |
| ---- | ----------------- | --------------- | -- | -- | ---- | ----- |
| 1.   | Daniela Klotz     | EV Bozen Eagles | 9  | 3  | 0    | 100%  |
| 2.   | Martina Marangoni | EV Bozen Eagles | 7  | 7  | 0,71 | 94,8% |
| 3.   | Ilaria Girardi    | Lakers          | 7  | 7  | 1,94 | 92%   |
| 4.   | Chiara Vola       | Girls Project   | 5  | 4  | 3,91 | 90%   |
| 5.   | Zoe Barbierato    | Dobbiaco F.     | 10 | 10 | 2,28 | 89,1% |